# لولنبرگ (ماساچوست)
لولنبرگ، ماساچوست
لولنبرگ (به انگلیسی: Lunenburg) شهرکی در شهرستان ورچستر ایالت ماساچوست می‌باشد که در سال ۱۷۲۸ بنیان‌گذاری شده‌است. این شهرک در سرشماری سال ۲۰۱۰ میلادی، ۱۰٬۰۸۶ نفر جمعیت داشته‌است.